# آنتساهالالینا
آنتساهالالینا (به لاتین: Antsahalalina) یک منطقهٔ مسکونی در ماداگاسکار است که در مانجاکاندریانا واقع شده‌است. آنتساهالالینا ۴٬۰۰۰ نفر جمعیت دارد و ۱٬۳۵۶ متر بالاتر از سطح دریا واقع شده‌است.